# Stanislav Bounine
Pour les articles homonymes, voir Bounine (homonymie).
Stanislav Stanislavovitch Bounine (en russe : Станислав Станиславович Бунин; ISO 9 : Stanislav Stanislavovič Bunin), né le 25 septembre 1966 à Moscou (Union soviétique), est un pianiste soviétique puis  russe.

## Biographie
Il est le petit-fils de Heinrich Neuhaus. En 1983, il remporte le premier grand prix du Concours international Marguerite-Long-Jacques-Thibaud et, en 1985, la médaille d'or du Concours international de piano Frédéric-Chopin. En 1988, il quitte l'Union soviétique et réside actuellement au Japon.